# Tony Sebrechts
Tony Sebrechts is een voormalig Belgisch politicus voor de CVP / CD&V.

## Levensloop
Van beroep was hij notaris (1975 - 2012), een ambt dat reeds vier generaties in de familie was.
Ondanks een sterk verkiezingsresultaat bij de lokale verkiezingen van 1982 voor Marcel Imler en de lokale SP-afdeling (15 verkozenen in de gemeenteraad) slaagde Sebrechts erin een monsterverbond van CVP, Volksunie, Agalev en PVV (gezamenlijk 16 verkozenen in de gemeenteraad) te smeden en alzo de burgemeesterssjerp van Imler over te nemen. Hij bleef burgemeester tot 2003, toen partijgenoot Harrie Hendrickx hem opvolgde.
In 2002 was hij (mede-)onderwerp in een zaak rond schriftvervalsing en stedenbouwkundige inbreuken. Hij werd later buiten vervolging gesteld door de Antwerpse raadkamer, nadat door het parket geen aanwijzingen tot schuld werden gevonden.
Zijn zoon Maxime Sebrechts (actief als model) is gehuwd met actrice en voormalig Miss USA 2008 Crystle Stewart.